# アイドル諜報機関LEVEL7
アイドル諜報機関LEVEL7（アイドルちょうほうきかんレベルセブン）は、2014年から2021年まで活動していた日本のアイドルグループ。女スパイをコンセプトにしている。結成時のプロダクションはパワーピット。
略称は「LEVEL7」または「LEVEL」、ファンの総称は「BOSS」。

## 概要
コンセプトの女スパイは、「LEVEL7のメンバーが、ミッションとして女優やグラビアアイドルに扮装し、ドラマや映画、バラエティなど様々な芸能活動その他諸々の現場に潜入！！ LIVEではファンの皆様をBOSSと呼び、潜入して得た情報を報告することを任務とする！！」という設定による。
ライブアイドルとしての活動が主現場であり、ライブ以外の活動はレコーディングなど歌の仕事も含め全てが「潜入」と称される。これまでに地上波やネット放送の番組、ドラマ、映画、舞台、ミュージックビデオ、バラエティトークイベント、雑誌グラビア、撮影会、ファッションショー、ミス・コンテストなどの現場に「潜入」している。
ライブアイドルとしては都内のライブハウスを中心に毎月20本前後のステージに出演する。「ライブで情報報告を任務とする」という設定だが、実際にはライブ中に潜入について報告（＝告知）することはほとんどない。
LEVEL7（全て大文字で表記するのが正式）とは「諜報機関の最高機密情報を意味する」もので、メンバーの人数やスキルとは無関係である。各メンバーは愛称としてコードネームを用いる。
2017年はパワーピットに所属していたが離脱しフリーに。2021年10月12日に新たな事務所OZ ENTERTAINMENTを立ちあげ同年卒業した元メンバーも含めて所属となった。11月26日に解散を発表。結成から解散まで追加メンバーを一人も入れることなく活動していた。

## メンバー
| 名前      | よみ            | コードネーム(愛称) | 生年月日               | メンバーカラー | 出身   | 備考           |
| --------- | --------------- | ------------------ | ---------------------- | -------------- | ------ | -------------- |
| 璃乃      | りの            | おしりーの         | 1993年6月24日（32歳）  | パープル       | 群馬県 | ミス東スポ2015 |
| 安永 光希 | やすなが みき   | ヤンミィ           | 1994年11月27日（30歳） | オレンジ       | 大阪府 |                |
| 高橋 友里 | たかはし ゆうり | くるむ             | 1995年5月6日（30歳）   | ブルー         | 埼玉県 |                |

### 旧メンバー
| 名前        | よみ            | コードネーム(愛称) | 生年月日               | 出身     | 備考                                     |
| ----------- | --------------- | ------------------ | ---------------------- | -------- | ---------------------------------------- |
| アヤ香      | あやか          | ローズ             | 1994年1月17日（31歳）  | 東京都   | 2014年6月30日卒業。                      |
| 渡部 麗奈   | わたべ りな     | べりーな           | 1992年12月28日（32歳） | 長野県   | 副リーダー。2015年4月26日卒業。          |
| 秋元 美咲   | あきもと みさき | あっち             | 1995年3月1日（30歳）   | 東京都   | 2016年12月8日卒業。後にK+RANK'INに加入。 |
| 佐々木 麻里 | ささき まり     | まりまーり         | 1992年6月10日（33歳）  | 埼玉県   | リーダー（仮）                           |
| 嶺井 小雪   | みねい こゆき   | こゆきら           | 1996年1月29日（29歳）  | 神奈川県 |                                          |

## 略歴

### 2014年
- 2月
  - メンバー8名で活動開始。サラエンタテインメント（現パワーピット）所属でライブアイドル未経験のタレント・モデル・女優7名（佐々木、渡部、アヤ香、安永、秋元、高橋、嶺井）に、当時アイドルピット二期生として活動していた璃乃を加えた8名で結成される[2]。
  - 2月9日：8名全員で初めてステージに立ち、トークのみのお披露目を行う（新宿Birth）[3]。
  - 3月2日：デビューライブ（渋谷DESEO）。当初の持ち歌は「CAT'S：EYE」（MAXのユーロビート風アレンジ）と「LOVE：&：JOY」のカバー2曲。オープニングSEとして、映画007シリーズの「ジェームズ・ボンドのテーマ」が用いられた。ステージ衣装は黒と青2種類のワンピース。
  - 4月12日：持ち歌カバー3曲目「LET'S：GO：OUT」初披露（原宿アストロホール）。同時に、アメコミ風タンクトップと赤いレザースカートの新衣装を披露する。
  - 4月27日：璃乃がアイドルピットを卒業。LEVEL7専任となる。
  - 5月5日：くるむ生誕ライブ（高円寺HIGH）。LEVEL7初の生誕祭で、本人に事前に知らせずサプライズで演出。
  - 5月：WALLOP放送局にて冠番組「諜報機関LEVEL7放送局」開始[4]。
  - 5月20日：LEVEL7公式Tシャツ（通称「レベルT」）発売。メンバーもライブやイベントで着用する。（現在は完売）
  - 5月29日：持ち歌カバー4曲目「可能性ガール」初披露（渋谷club：asia）。
  - 6月15日：まりまーり生誕ライブ（渋谷DESEO）。誕生日当日を3日過ぎてのサプライズ演出。
  - 6月27日：おしりーの生誕ライブ（渋谷エンタメステージ）。今回もサプライズ演出だったが、逆に璃乃がステージ上で「私おしりーのは、今日でLEVEL7を卒業……しません！」[5]と発言し、後ろで聞いていた秋元が驚いて泣いてしまう場面があった。
  - 6月28日：アヤ香が公式ブログにて卒業を発表[6]。6月30日に卒業ライブを行う（渋谷WOMB）。
  - 7月19日発売の「LIVEアイドル・コレクション〈水着編〉」（FtoF2014年9月号別冊）にメンバー7名の水着グラビア掲載。
  - 7月21日：WALLOP放送局「tokyo：torico」第4火曜レギュラーとして出演開始。2回目の8月26日よりカオポイント（当時）の石橋哲也をMCに迎える。
  - 7月28日、8月2日：初の野外ステージ出演（新豊洲マジックビーチ）。
  - 8月3日：格闘技イベント「MOT'S：ターミネーター：VOL.1」（ディファ有明）にゲスト出演[7]。
  - 9月26日発売の「LIVEアイドル・コレクション〈制服編〉」（FtoF2014年11月号別冊）にメンバー7名の制服グラビア掲載。
  - 10月12日：オリジナルの持ち歌1曲目「ロング・アトラクション」初披露（TOKYO：FMホール）。同時お披露目の新衣装はポリスのコスプレ衣装。
  - 11月3日：神奈川県横須賀市の「第12回観音崎フェスタ」に出演[8]。
  - 11月8日：オリジナル2曲目「Shiny：Beat」初披露（新木場STUDIO：COAST）。新衣装は白黒ボーダー柄のワンピース。柄が囚人服のように見えることから、佐々木によれば「囚人に潜入」[9]。
  - 11月23日：「アキバ：エンタメマラソン：2014年皇居マラソン」に高橋を除くメンバー6名が参加。同日～翌24日に日比谷公園「秋のガールズ音楽祭」にも出演する。
  - 11月21日：ミクシィのWebサービス「きみだけLIVE」[10]初出演。
  - 11月27日：ヤンミィ生誕ライブ（渋谷DESEO）。ライブのタイトルに初めて「生誕」の冠が付く。
  - 12月26日：べりーな生誕ライブ（新宿ReNY）。渡部は22歳にちなんで「22枚の新聞紙に包まれたメンバーからのプレゼントを22秒以内に破って取り出さないと没収」というミッションを課され成功する[11]。

### 2015年
- 1月24日：こゆきら生誕ライブ（Shibuya：O-nest）。

生誕のプレゼントを奪う悪の組織との攻防を描く小芝居が繰り広げられる。
- 2月27日：オリジナル3曲目「Non：Stop：Girls!」初披露（新宿ReNY）。

新衣装はライダースジャケットにスパンコールのチューブトップ。
- 3月1日：あっち生誕ライブ（渋谷ミルキーウェイ）。

悪の組織の手下「あっちショッカー」のその後を描く小芝居が繰り広げられる。
- 3月に撮影されたシネマフレッシュ映画第1弾「宙女子」（主演：璃乃）に他のメンバー6名がゲスト出演する。

試写会は2015年6月27日、公開は2016年7月。
本作のエンディングテーマにLEVEL7の「Non：Stop：Girls!」が使われる。
- 4月3日：HoneySquashとのツーマンライブ（秋葉原アキバアリーナ）[15]。

同公演にて渡部が卒業を発表。
- 4月25日：結月えり（現上原ぺこ）主催ライブ（東新宿GlamStein）に、秋元と佐々木が限定ユニット「秋元佐々木」として出演[17]。
- 4月26日：べりーな卒業ライブ（新宿ReNY）。
- 5月10日：くるむ生誕ライブ（HOLIDAY新宿）。

生誕が2巡目に入り「主役のやりたいことをやる」という企画がスタートする。
- 6月14日：まりまーり生誕ライブ（高円寺HIGH）[19]。
- 6月28日：おしりーの生誕ライブ（渋谷O-Crest）[20]。
- 7月10日：オリジナル4曲目「PASSION!」初披露（新宿ReNY）。

新衣装は白のドレス風ワンピース。ベルト部分のリボンに衣装として初めてメンバーカラーが入る。
- 7月25日：Zepp：Tokyo「『LIVEプラス＠Zepp：Tokyo～１周年記念SP～』supported：by：きみだけLIVE」出演[21]。
- 8月1日～2日：初の神戸・大阪遠征（神戸・須磨ビーチサイド、大阪・日本橋Pollux：Theater）。
- 8月9日：「@JAM：NEXT：番外編～@JAM：EXPO：2015：横アリでちゃいまSHOWROOM最終審査～」出演（AKIBAカルチャーズ劇場）。

横浜アリーナの@JAM：EXPO出演を賭けた企画で、6～7月にSHOWROOMで行われた予選ではB組を1位通過するが、最終審査で上位7組に選ばれず、出演を逃す。
- 8月15日：初のシングルCD「Top：secret」リリース。

通常盤と、卒業した渡部を含むメンバー7名の告白動画を収録した特典DVD付き特別盤の2種類が用意される。
- 9月3日：LEVEL7公式Tシャツ（通称「ボスT」）発売。メンバーもライブやイベントで着用する。
- 9月6日昼：初の主催ライブ「Misson：001」開催（高円寺HIGH）。
- 9月6日夜：「LEVEL7：1stワンマンライブ：～BOSS100人集結せよ～」開催（高円寺HIGH）。

目標の100名を上回る162名を動員した。また、このライブ中に2ndワンマンライブの開催が発表される。
当公演にてオリジナル5曲目「My：Dear」初披露。
新衣装は初のオーダーメイドで、璃乃デザインによるメンバーカラーのドレス。コンセプトは「魔法使いに潜入」。
- 9月22日：山中湖「TwinBox：FUJISAN2015」出演。
- 10月17日～18日：ライブフェス「スポーツ・オブ・ハート2015」（国立代々木競技場）出演。
- 11月15日：初の群馬遠征（スマーク伊勢崎）。
- 11月23日：初の学祭出演（第66回駒場祭）。
- 11月28日：オリジナル6曲目「たとえ世界が終わっても…」初披露（Shibuya：O-EAST）。

新衣装は金ラメと黒の生地。メンバー1人ずつデザインが異なる。
- 11月29日：ヤンミィ生誕ライブ（TwinBox：AKIHABARA）[22]。
- 12月9日：新オープニングSE初登場（秋葉原P.A.R.M.S）。ロング（70秒）とショート（40秒）の2バージョンがある。
- 12月23日：同事務所の凸凹凸凹-ルリロリ-とのツーマンライブ（四谷LOTUS）[23]。

### 2016年
- 1月9日：初の名古屋遠征（大須M.I.D）。
- 1月24日：こゆきら生誕ライブ（秋葉原モエファーレ）[24]。
- 2月10日発売の「MARQUEE：Vol.113」にインタビュー記事3ページ掲載[25]。
- 2月より、フランスで開催の「Japan：Expo2016」出演を賭けた「Tokyo：Candoll」大会に参加。

予選（2月15日：渋谷Glad）を2位、準々決勝（3月14日：渋谷Glad）を1位で通過するが、準決勝（4月21日：渋谷club：asia）で敗退。準決勝の成績に基づき敗者復活戦最終ステージ（5月22日：Shibuya：O-EAST）へ進むが決勝進出ならず。
- 2月27日：あっち生誕ライブ（渋谷DESEOmini）[26]。
- 3月2日：デビュー2周年当日のライブでオリジナル7曲目「最上級Adventurer」初披露（新宿ReNY）。
- 3月6日：「LEVEL7：2周年記念2ndワンマンライブ：～BOSS：300人集結せよ!!～」開催（原宿アストロホール）。

目標300名に対し254名を動員。
当公演にてオリジナル8曲目「追跡☆初恋フレイバー」初披露。
新衣装は白のコートと黒インナー、白のホットパンツ。
- 3月17日：秋元美咲出演の「舞台版『てーきゅう』～先輩とめぐりあう時間たち～ディレクターズカット」2日目（日本芸術専門学校：大森校劇場）の劇中ライブにLEVEL7がゲスト出演[28]。

秋元は劇中衣装のまま「秋元美咲さんにそっくりな登場人物」という設定でライブに参加した。
- 3月26日：初の長野遠征（CLUB：JUNK：BOX）。
- 4月3日：主催ライブ「MISSION：LIVE～LEVEL：UPせよ!!～」（渋谷DESEO）開催[30]。
- 4月より、毎月7の付く日（7日、17日、27日）にSHOWROOM「LEVEL7のスパイなう」の定期配信が始まる。
- 4月30日：初の全国流通CD「PASSION!」2タイプリリース[31]。

5月に新星堂サンシャインシティアルタ店とソフマップアミューズメント館にてリリースイベントが開催される。
- 5月7日：くるむ生誕ライブ（TwinBox：AKIHABARA）[33]。
- 5月30日：オリジナル9曲目「グッバイ!!愛言葉」初披露（新宿ReNY）。
- 6月12日：まりまーり生誕ライブ（渋谷DESEOmini）[34]。
- 6月26日：おしりーの生誕ライブ（TwinBox：Akihabara）[35]。
- 6月27日～7月3日：渋谷MODIの大型街頭ビジョンに璃乃、佐々木、嶺井の3名の静止画が30分毎に30秒間流れる[36]。
- 7月22日：オリジナル10曲目「ストロベリートラップ」初披露（新宿ReNY）。

新衣装は赤を基調にした光沢衣装。
- 7月23日：「新星堂presents：iPop：Monthly：Fes：vol.51」で池袋サンシャインシティ噴水広場に初出演。
- 8月5日：「TOKYO：IDOL：FESTIVAL：2016」（東京・お台場）にきみだけライブ枠で初出演。[37]
- 8月24日：フジテレビ「お台場みんなの夢大陸2016」お台場マイナビステージ（東京・お台場）に出演。[38]
- 9月1日：ハニースパイスとのツーマンライブ（秋葉原モエファーレ）[39]。
- 9月3日～4日：「台湾音楽祭：with：熱闘アイドル甲子園」で初の海外遠征（台北）。
- 9月19日：ライブフェス「忍者WARS」3日目（つくばみらい市・ワープステーション江戸）に出演[40][41]。
- 10月1日～2日：「TOKYO：SEASIDE：FESTIVAL『アイドル☆アワード』」（東京・お台場：青海）に出演。
- 10月9日：バイカーイベント「VIBES：MEETING：in：茨城」2日目（国営ひたち海浜公園隣接会場）にゲスト出演。
- 10月10日：オリジナル11曲目「Flower」初披露（川崎ボトムズアップ）。
- 10月13日：DISDOLとのツーマンライブ（Shibuya：O-nest）。
- 10月15日～16日：「スポーツ・オブ・ハート・ミュージックフェス2016」（代々木公園）出演。
- 10月17日：新宿ReNYにて秋元が卒業を発表。
- 11月5日：「第4回：HOPE&LIVE：アキバ☆エンタメマラソン2016：アイドルステージ」（日比谷公園）出演。

皇居一周マラソンには代表として璃乃が出場。
- 11月19日：秋元の卒業を前に「秋元佐々木」卒業公演（秋葉原アキチカ）。
- 11月22日：WALLOP放送局「tokyo：torico」諜報機関LEVEL7放送局最終回。

実は「最終回」とは番組のドッキリ企画であり、翌12月より同時間枠で「諜報機関LEVEL7放送局2」が始まる。
- 11月27日：ヤンミィ生誕ライブ（TwinBox：Akihabara）[42]。
- 12月4日：dora☆doraとのツーマンライブ（TwinBox：Akihabara）[43]。
- 12月8日：あっち卒業・LEVEL7単独ライブ（初台doors）。
- 12月9日：FM：OSAKA公開収録「MUSIC：DREAM：〜音楽がつなぐ夢の先へ〜」（岸和田・浪切ホール）にオープニングアクトとして出演。
- 12月13日：AbemaTV「矢口真里の火曜The：NIGHT：#36」に佐々木、璃乃、安永がゲスト出演[44]。

### 2017年
- 1月27日：こゆきら生誕ライブ（渋谷Glad）[45]。
- 1月より、前年に続きフランスで開催の「Japan：Expo2017」出演を賭けた「Tokyo：Candoll」大会に参加。予選（1月25日：渋谷Glad）を2位で通過。
- 2月16日：LEVEL7公式Tシャツ（通称「レベルT」）発売。メンバーもライブやイベントで着用する。
- 3月2日：「LEVEL7：3周年記念3rdワンマンライブ」開催（新宿ReNY）。オリジナル12曲目「Taboo」、13曲目「Bravery」初披露。新衣装は黒地にメンバーカラーのラメが入ったもの。メンバーによりデザインが異なる。
- 5月6日：武道館アイドル博2017（東京・日本武道館）に出演[46]。
- 8月5日：『TOKYO：IDOL：FESTIVAL：2017』出演。

### 2018年
- 1月21日：新宿ReNYにてdora☆dora、虹色幻想曲：〜プリズム・ファンタジア〜、アンダービースティーとの無料4マンライブ「圧倒的4マン！」を開催。
- 5月29日：シングル『Taboo』を発売
- 8月13日：武道館アイドル博2018～1000人のアイドルと遊ぼう！～（東京・日本武道館）に出演[47]。
- 10月4日：村上マヨネーズのツッコませて頂きます!にて100枚のビラ配りを実施。その模様が放送された。
- 12月2日～3日：四日市競輪場「泗水杯争奪戦・Ｇ３」にてライブ、レース中のオフ会を開催[48]。

### 2019年
- 3月5日：新宿ReNYにてLore☆Eternal、虹色幻想曲：〜プリズム・ファンタジア〜：、アンダービースティーとの4回目となる4マンライブ「圧倒的４マン！」を開催。4グループによるメンバー及び楽曲のシャッフル企画も前々回とは異なる組み合わせで披露された[49][50][51][52]。
- 3月7日：青山RizMにてDear：L：manaと「エルマナpresents：スペシャル2マンライブ～Dear：LEVEL」を開催。
- 3月26日：マイナビBLITZ赤坂で解散をかけたワンマンライブを開催。600人の動員目標を達成したため継続が決定。

### 2020年
- 2月28日：池袋HUMAXにて開催された「Cinema：Live：vol.1：by：HUMAX：×：東京Lily」にて優勝。3/7から2週間の間池袋HUMAXシネマにて映画上映前に流れるシネアド内にLEVEL7のプロモーション映像が上映された。
- 4月19日：渋谷DUOにて7thワンマンライブ開催の予定であったが新型コロナウイルス感染防止のための政府の要請により延期となる。
- 9月8日：duo：MUSIC：EXCHANGEにて7thワンマンライブを開催。

### 2021年
- 7月20日：ZeppDiverCityにて開催された「アイドル諜報機関LEVEL7：現体制ラストワンマンライブ：まりまーり&こゆきら卒業：〜LAST：MISSION‼︎：全てのBOSS：集結せよ!!〜」にて、まりまーり、こゆきらが卒業[53]。
- 11月8日：公式Twitterアカウントでグループの無期限活動休止を発表[54]。
- 11月26日：公式Twitterアカウントでグループの解散を発表[55]。

## 作品

### シングル
|     | リリース      | タイトル   | 規格   | 販売生産番号     | 収録曲                                                   | 備考                                      |
| --- | ------------- | ---------- | ------ | ---------------- | -------------------------------------------------------- | ----------------------------------------- |
| 1st | 2015年8月15日 | Top secret | 12cmCD | LV7-002          | 1. ロングアトラクション 2. Shiny Beat 3. Non Stop Girls! | 特別盤は特典DVD 「LEVEL7 Love story」付き |
| 2nd | 2016年4月30日 | PASSION!   | 12cmCD | BMRE-0001（A盤） | 1. PASSION! 2. My Dear 3. たとえ世界が終わっても…        | 全国流通盤CD                              |
| 2nd | 2016年4月30日 | PASSION!   | 12cmCD | BMRE-0002（B盤） | 1. PASSION! 2. 最上級Adventurer 3. 追跡☆初恋フレイバー   | 全国流通盤CD                              |
| 3rd | 2018年5月29日 | Taboo      | 12cmCD | RVM-006          | 1. Taboo                                                 | オリコン最高位２６位                      |
| 3rd | 2018年5月29日 | Taboo      | 12cmCD | RVM-006          | 2. Bravery                                               | オリコン最高位２６位                      |
| 3rd | 2018年5月29日 | Taboo      | 12cmCD | RVM-006          | 3. 弾丸ガール                                            | オリコン最高位２６位                      |
| 3rd | 2018年5月29日 | Taboo      | 12cmCD | RVM-007          | 1. Taboo                                                 | オリコン最高位２６位                      |
| 3rd | 2018年5月29日 | Taboo      | 12cmCD | RVM-007          | 2. キケン℃LEVEL7                                         | オリコン最高位２６位                      |
| 3rd | 2018年5月29日 | Taboo      | 12cmCD | RVM-007          | 3. シークレット・ハニー                                  | オリコン最高位２６位                      |
| 3rd | 2018年5月29日 | Taboo      | 12cmCD | RVM-008          | 1. Taboo                                                 | オリコン最高位２６位                      |
| 3rd | 2018年5月29日 | Taboo      | 12cmCD | RVM-008          | 2. さよならは言わない                                    | オリコン最高位２６位                      |
| 3rd | 2018年5月29日 | Taboo      | 12cmCD | RVM-008          | 3. 気まぐれロジック                                      | オリコン最高位２６位                      |

### 会場限定シングル
|   | リリース      | タイトル                                   | 規格   | 販売生産番号 | 収録曲                                                | 備考 |
| - | ------------- | ------------------------------------------ | ------ | ------------ | ----------------------------------------------------- | ---- |
| 1 | 2016年12月8日 | グッバイ合言葉/ストロベリートラップ/Flower | 12cmCD |              | 1. グッバイ!!愛言葉 2. ストロベリートラップ 3. Flower |      |

### アルバム
|   | リリース       | タイトル    | 規格   | 販売生産番号 | 収録曲 | 備考 |
| - | -------------- | ----------- | ------ | ------------ | --- | ---- |
| 1 | 2019年09月02日 | BREAK SHOUT | 12cmCD | RVM-017      | 1. ストロベリートラップ 2. グッバイ??愛言葉 3. Flower 4. 君色Everyday 5. NO LUV NO LIFE 6. 衝動メテオ 7. 好きズキ 8. 夏色ピアス 9. BREAK SHOUT 10. 感情Squall |      |

## モデル
- 渋谷モディ（旧渋谷マルイ）大型ビジョン掲載モデル（CHEERZ、2016.06.27〜2016.07.03）[56]